# Rumex patientia
Rumex patientia Trautv., más conocida como acederón, es una planta perenne de la familia de las poligonáceas parecida a la acedera, pero con hojas anchas y flores hermafroditas.

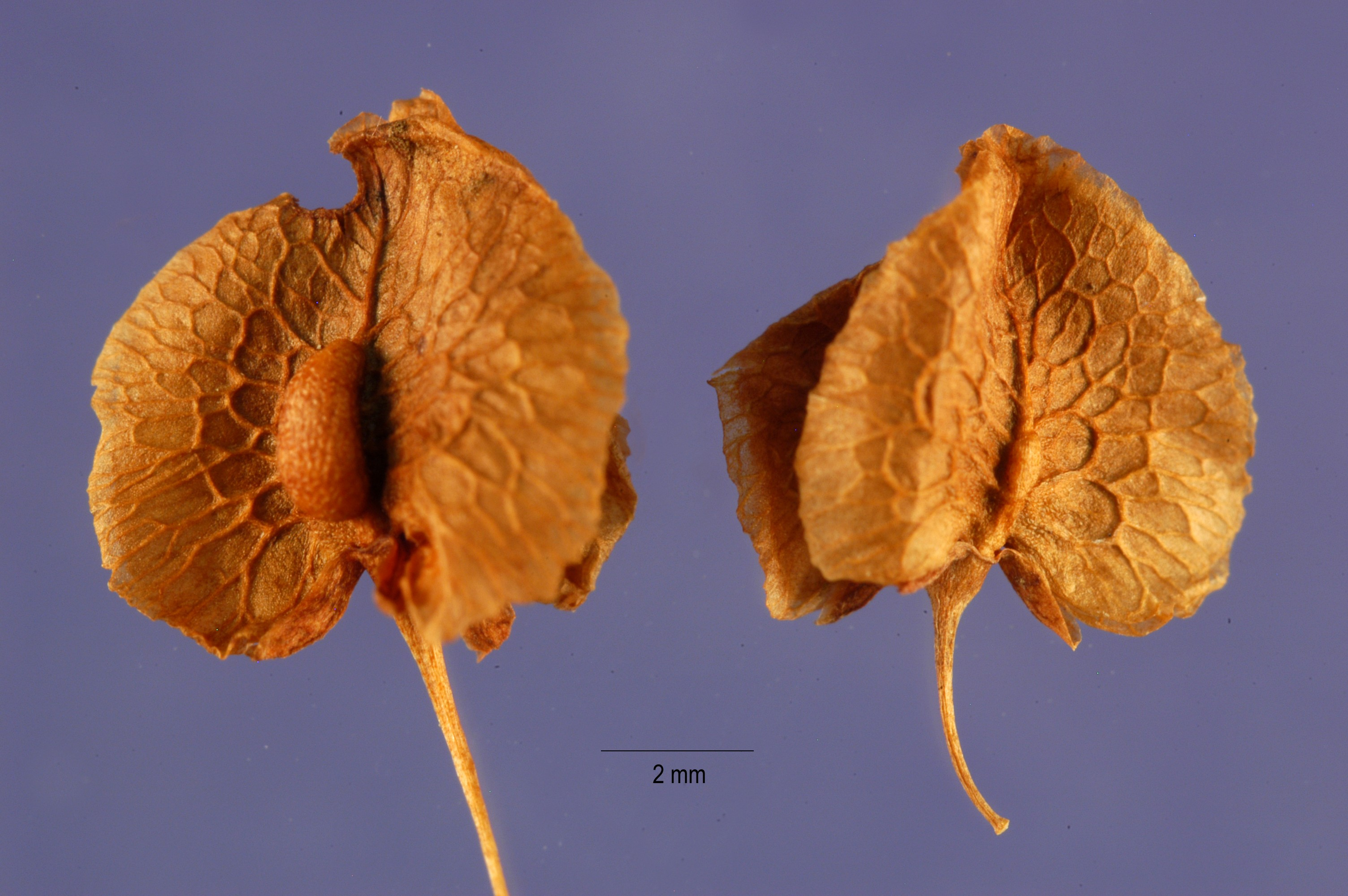
Frutos

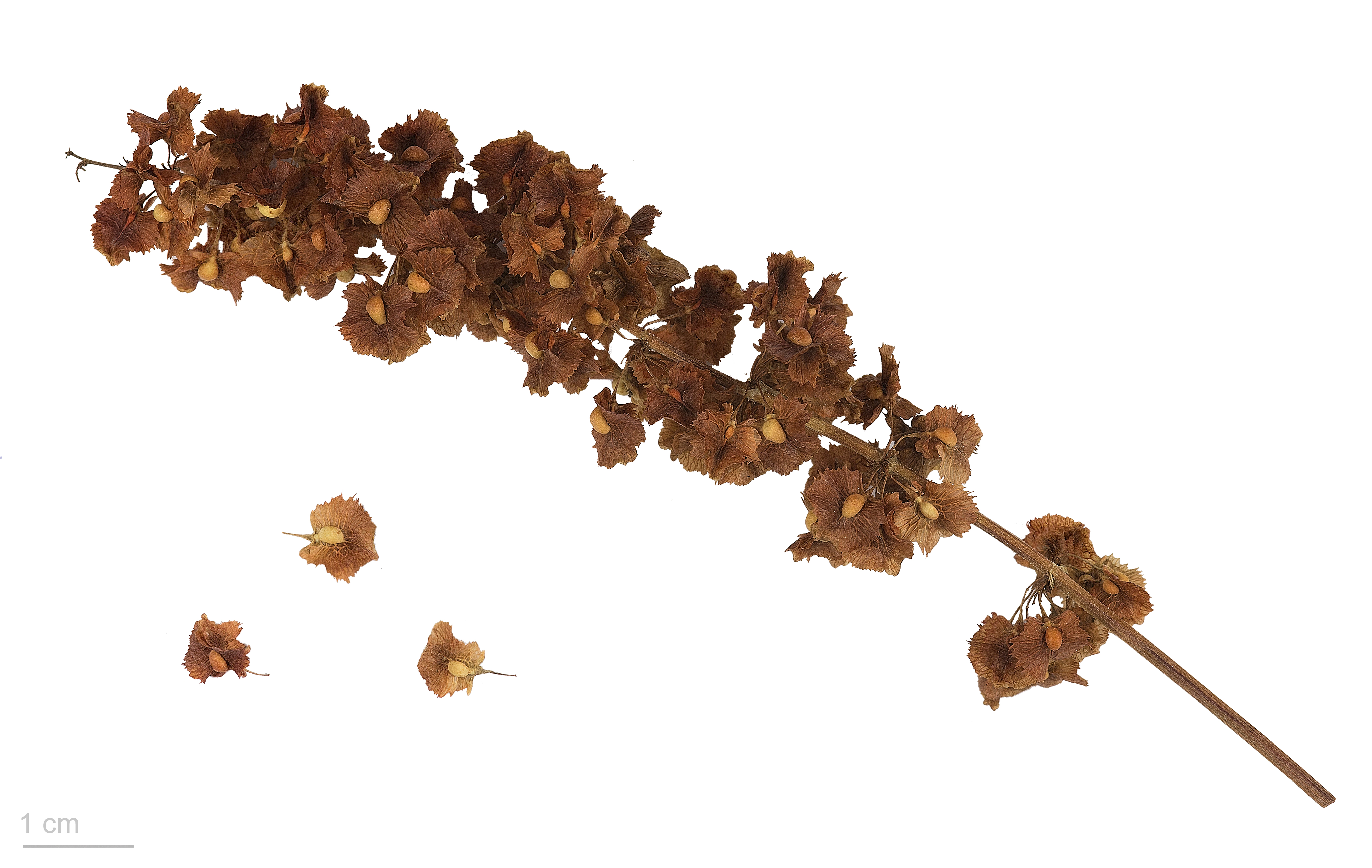
Rumex patientia - MHNT

## Distribución y hábitat
Las aceras de los caminos y los terrenos sombríos del norte de España y regiones de Europa central.  Aunque es nativa de Europa está naturalizada en el continente americano.

## Descripción
Esta planta vivaz de porte herbáceo tiene una altura desde 0,5 a 1 metro.  El tallo y las grandes hojas tienen los nervios rojos.  Sus flores tienen un olor acre, y su sabor es más bien amargo.

## Propiedades
Toda la planta contiene en abundancia hierro y fósforo, taninos, y glúcidos activos sobre el aparato digestivo y renal. Su raíz se ha usado como un laxante seguro, aunque actúa tan lentamente que hay que esperar varias semanas para notar el efecto.  De ahí el nombre de paciencia. Es antianémica (por su contenido en hierro), depurativa y algo diurética.  Su uso está indicado en los casos de estreñimiento rebelde, en las curas depurativas de primavera, en los eccemas, en la atonía del aparato digestivo y en las anemias por falta de hierro.

## Usos
Las hojas se consumen como verdura.  También en infusión con 30 gramos de hojas y / o raíz seca triturada por litro de agua, de la que se tomarán de 2 a 3 tazas diarias.  Del jugo fresco de las hojas, un vaso al día.  Externamente, cataplasmas de hojas y raíz machacadas, que se aplicarán sobre las úlceras y llagas.  (Antes de hacer nada consulta con un experto.)
Aplicadas externamente, sus hojas y la raíz machacadas tienen efecto cicatrizante sobre úlceras y llagas de la piel.

## Taxonomía
Rumex patientia fue descrita por   Carlos Linneo  y publicado en Species Plantarum 1: 333–334. 1753.
Etimología
Ver: Rumex
Sinonimia
- Lapathum hortense Lam.
- Rumex callosus (F.Schmidt ex Maxim.) Rech.f.
- Rumex interruptus Rech. f.
- Rumex lonaczevskii Klokov[2]

## Nombres comunes
- hierba de la paciencia, romaza común.[3]